# Ридлево
Ридлево (пол. Rydlewo, нім. Riedelshausen) — село в Польщі, у гміні Жнін Жнінського повіту Куявсько-Поморського воєводства.
Населення — 236 осіб (2011).
У 1975-1998 роках село належало до Бидгощського воєводства.

## Демографія
Демографічна структура станом на 31 березня 2011 року:
|          | Загалом | Допрацездатний вік | Працездатний вік | Постпрацездатний вік |
| -------- | ------- | ------------------ | ---------------- | -------------------- |
| Чоловіки | 128     | 32                 | 85               | 11                   |
| Жінки    | 108     | 20                 | 65               | 23                   |
| Разом    | 236     | 52                 | 150              | 34                   |